# Symmachia calliste
Symmachia calliste is een vlindersoort uit de familie van de prachtvlinders (Riodinidae), onderfamilie Riodininae.
Symmachia calliste werd in 1867 beschreven door Hewitson.